# Chionis
Chionidae
Famille
Genre
Chionis est un genre constitué de deux espèces d'oiseaux appelés becs-en-fourreaux. C'est le seul genre de la famille des Chionidae (en français : chionidés).

## Description
Ces oiseaux côtiers trapus (de 34 à 41 cm), à l'aspect de pigeons, ont de fortes pattes et un bec en fourreau  caractéristique. La rhamphotèque de celui-ci est facilement identifiable car il possède des pièces cornées supplémentaires sous lesquelles s'ouvrent les narines. Leur plumage est blanchâtre. Les deux espèces se différencient par la couleur de leur bec.

## Répartition
On les trouve sur la péninsule Antarctique, en Patagonie, et sur les îles sub-antarctiques des océans Atlantique et Indien. Ils sont très curieux et opportunistes. Ils n'ont pas peur de l'homme.

## Alimentation
Les chionis sont des prédateurs et des opportunistes. Ils peuvent se nourrir de tous les restes d'animaux laissés à leur disposition mais aussi s'attaquer aux œufs et aux poussins d'autres espèces (comme les manchots).

## Taxinomie
Cette famille a un temps été appelée Chionididae.

### Liste des espèces
D'après la classification de référence (version 14.1, 2024)de l'Union internationale des ornithologues, il y a 2 espèces de Chionidae réparties en 1 genre (ordre philogénique) :
- Chionis albus (Gmelin, JF, 1789) – Chionis blanc ;
- Chionis minor Hartlaub, 1841 – Petit Chionis.